# 岭泉镇
岭泉镇是中国山东省临沂市莒南县下辖的一个镇。

## 行政区划
岭泉镇下辖西岭泉村、大圣堂村、淇岔河村、梨杭村、向阳村、小官庄村、南大官庄村、殷家庄村、西怪草村、前左山村、后左山村、前柴沟村、中柴沟村、后柴沟村、鲍家村、东石沟村、西石沟村、石门亭村、王家怪草村、孙家怪草村、于家淹子村、前葛家集子村、大葛家集子村、马棚官庄村、化家庙子村、薛家墩后村、彭家墩后村、崔家沟头村、东高家岭村、西高家岭村、解家岭村、房家岭村、淹子村、沟头村、刘徐岭村、北石沟村、中石沟村。